# Helena Anliot
Helena Anliot (26 settembre 1956) è un'ex tennista svedese.

## Carriera
In carriera ha vinto tre titoli di doppio. Nei tornei del Grande Slam ha ottenuto il suo miglior risultato all'Open di Francia raggiungendo le semifinali di doppio nel 1978, in coppia con Regina Maršíková.
In Fed Cup ha disputato un totale di 17 partite, collezionando 12 vittorie e 5 sconfitte.

## Statistiche

### Singolare

#### Finali perse (1)
| Numero | Anno           | Torneo               | Superficie | Avversaria in finale | Punteggio |
| 1.     | 11 luglio 1976 | Swedish Open, Båstad |            | Renáta Tomanová      | 3-6, 2-6  |

### Doppio

#### Vittorie (3)
| Numero | Anno           | Torneo                                    | Superficie  | Compagna            | Avversarie in finale                | Punteggio     |
| 1.     | 18 luglio 1976 | WTA Austrian Open, Kitzbühel              | Terra rossa | Mimi Wikstedt       | Katja Ebbinghaus Heidi Eisterlehner | 6–4, 2–6, 7–5 |
| 2.     | 13 agosto 1978 | US Clay Court Championships, Indianapolis | Terra rossa | Helle Sparre-Viragh | Barbara Hallquist Sheila McInerney  | 6-3, 6-1      |
| 3.     | 24 luglio 1979 | WTA Austrian Open, Bregenz                | Terra rossa | Diane Evers         | Virginia Ruzici Elly Vessies        | 6-0, 6-4      |

### Doppio

#### Finali perse (1)
| Numero | Anno           | Torneo               | Superficie | Compagna       | Avversarie in finale            | Punteggio |
| 1.     | 10 luglio 1977 | Swedish Open, Båstad |            | Florența Mihai | Cynthia Doerner Raquel Giscafré | 2-6, 5-7  |